# Stronger Than Me
Stronger Than Me è il singolo di debutto della cantautrice britannica Amy Winehouse, pubblicato nel 2003 dalla Island Records ed estratto dall'album Frank.

## Descrizione
Il brano tratta la relazione con un ragazzo che invece di prendersi cura della propria ragazza, assume un ruolo infantile da primadonna. La canzone ha raggiunto il 71º posto nella Official Singles Chart. Nel CD singolo è presente un inedito: What it Is.

## Il video
Il video musicale è improntato sul testo della canzone. Si apre con la Winehouse in un locale che si arrabbia con il ragazzo perché è ubriaco e non si cura di lei. La scena si sposta in auto, dove il ragazzo è ancora più visibilmente alterato. Quando i due scendono lui non si regge in piedi e lei lo lascia per strada, entrando in casa da sola.

## Tracce
UK CD single/Digital Download
1. Stronger than Me
2. What it Is
3. Take the Box (The Headquarters mix)

UK promo CD single
1. "Stronger Than Me" (Album Version) – 3:34

UK 12" single
- Side A:

1. "Stronger Than Me" (Album Version)
2. "Stronger Than Me" (Curtis Lynch Jnr.)

- Side B:

1. "Stronger Than Me" (Harmonic 33 Remix)
2. "Stronger Than Me" (Acapella)

UK 12" promo single (release of 300no only dj copies)
- Side A:

1. "Stronger Than Me" (Curtis Lynch Jnr Vocal Remix)

- Side B:

1. "Stronger Than Me" (Curtis Lynch Jnr Dub Remix)

## Classifica
| Classifica (2003) | Posizione massima |
| ----------------- | ----------------- |
| Regno Unito       | 71                |
| Classifica (2004) | Posizione massima |
| Paesi Bassi       | 87                |
| Classifica (2008) | Posizione massima |
| Italia            | 34                |